# Temistàgores
Temistàgores (en llatí Themistagoras, en grec antic Θεμισταγόρας) fou un escriptor i historiador grec.
Va ser l'autor d'una obra coneguda com el "Llibre Daurat" (χρυσέη βίβλος), que sembla que era, almenys parcialment, de caràcter històric. L'esmenta Ateneu de Naucratis (Deipnosophistae, 15. 681a) i l'Etymologicum Magnum (s. v. Ἀστυπαλαία).